# Kuchyně Jihoafrické republiky

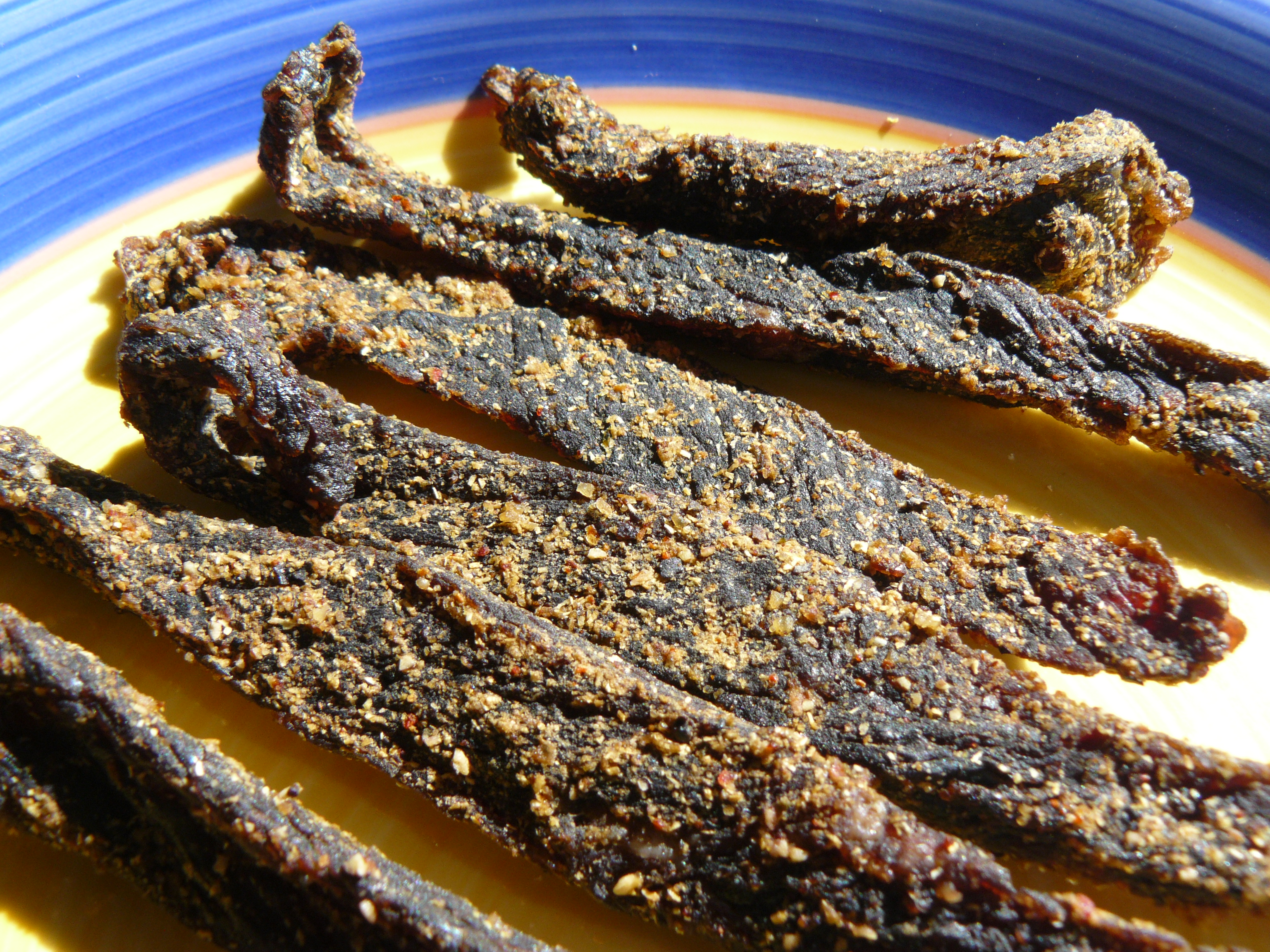
Biltong

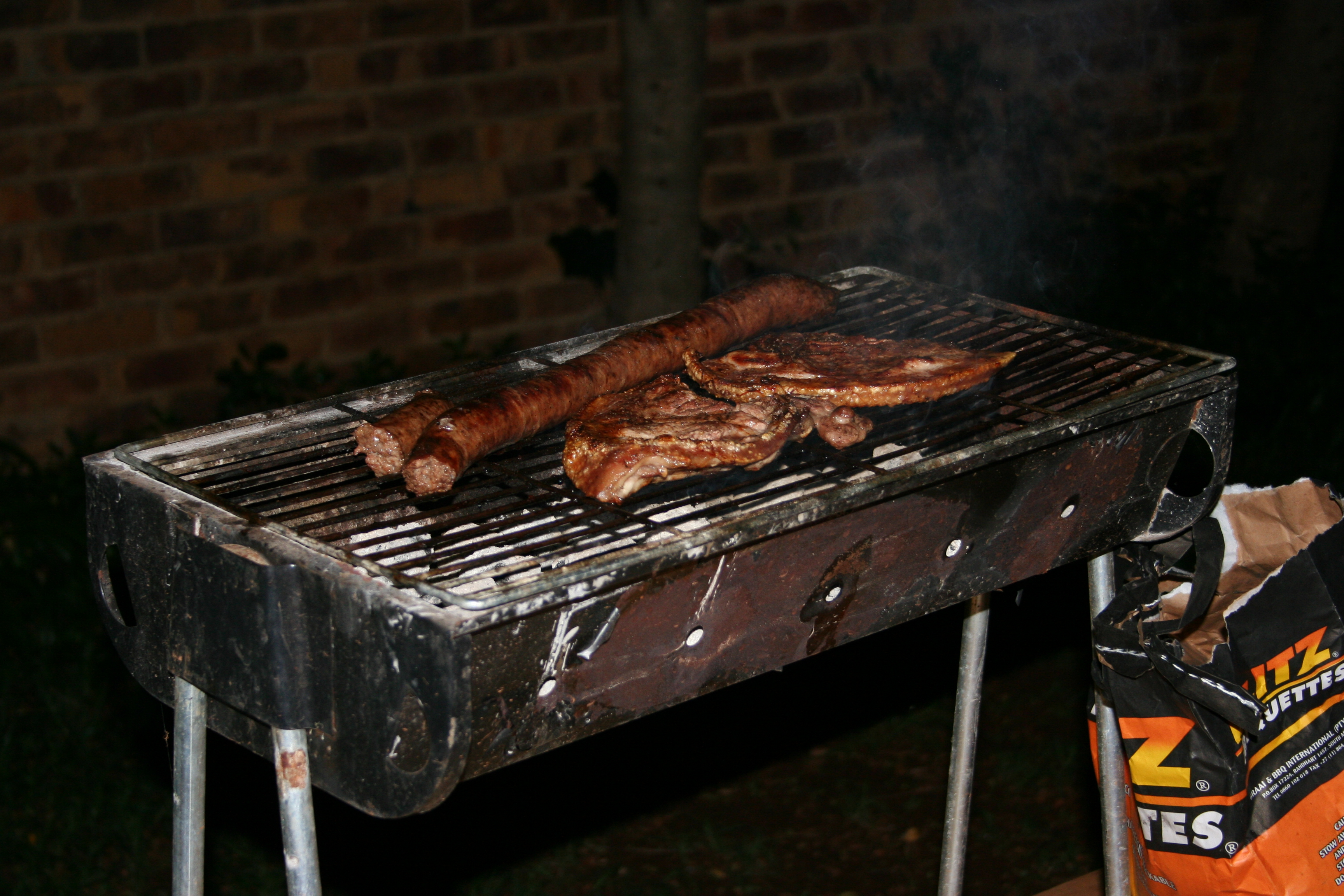
Gril Braai

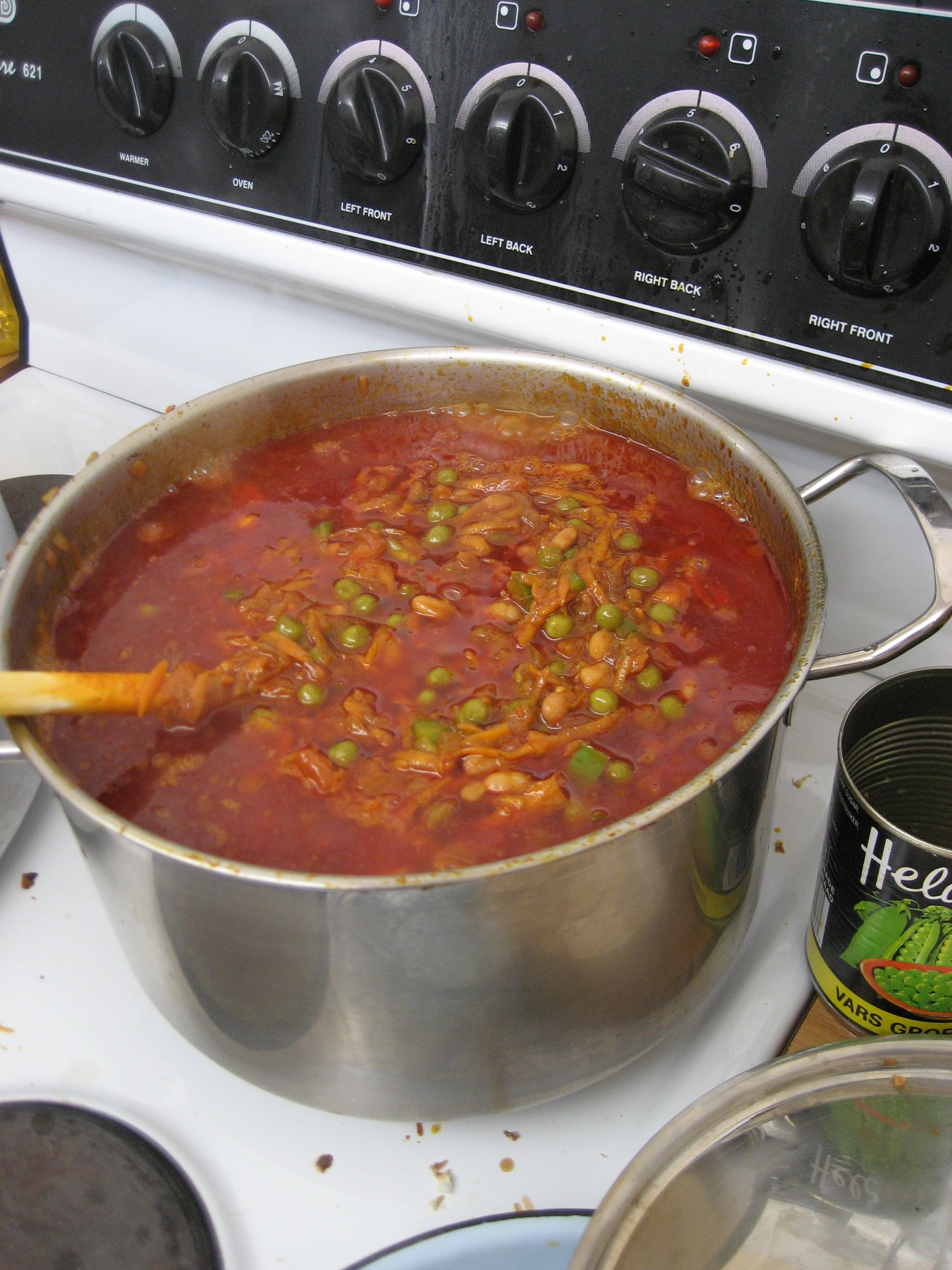
Chakalaka

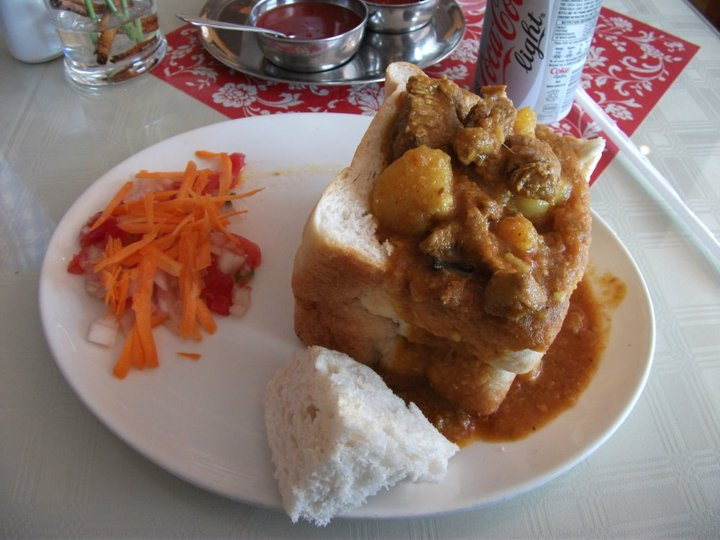
Bunny chow

Jihoafrická kuchyně je velmi ovlivněna kuchyní národů, které Jihoafrickou republikou prošly. Jedná se zejména o kuchyň indickou, africkou, nizozemskou, britskou a portugalskou. Jihoafrická kuchyně používá hodně masa, hlavně sušeného. Jihoafrická kuchyně také využívá grilování a přenosný gril braai.

## Typická jihoafrická jídla
- Sušená masa:
  - Biltong – maso sušené v chladu, kořeněné; vyráběné z masa hovězího, kuřecího, pštrosího nebo ze zvěřiny
  - Droewors – sušené klobásy

- Potjiekos – afrikánský guláš, dělá se v kotlíku ze zeleniny, brambor a masa
- Bobotie – jídlo podobné pastýřskému koláči, ale více kořeněné
- Boerewors – grilovaná farmářská klobása na grilu braai[2]

- Chakalaka – pokrm ze zeleniny a chili
- Pap – kukuřičná kaše podávaná jako příloha
- Umngqusho – směs kukuřice a fazolí
- Bunny chow – kari podávané ve vydlabaném toastovém chlebu
- Skilpadjies, kořeněná mletá skopová játra podávaná ve skopové břišní bláně[3]
- Melktert – krémový dezert[4]

### Nápoje
- Pivo – zejména značky Sab-Miller a Windhoek (z Namibie)
- Víno – pěstuje se hlavně v provincii Kapsko, zejména víno červené
- Rooibos, nápoj z čajovce kapského, podobný čaji[4]